# Clan Gamō
Il clan Gamō (蒲生氏?, Gamō-shi) fu un clan giapponese di samurai che visse durante il periodo Sengoku.

## Storia
Gli appartenenti al clan Gamō, della provincia di Ōmi, discendevano da Fujiwara Hidesato (ca.940), governatore della provincia di Shimotsuke che si scontrò con Taira Masakado e lo decapitò nel 940. Il discendente di Hidesato, Gamō Narutoshi si stabilì nel distretto di Gamō della provincia di Ōmi e ne prese il nome. 
Il figlio di Narutoshi, Gamō Toshitaka, servì Minamoto no Yoritomo durante la Guerra Genpei (1180-85) e i Gamō in seguito sostennero Ashikaga Takauji. Divennero servitori del clan Rokkaku e li servirono durante il periodo Sengoku. 
Nel 1523 scoppiò nel clan una lotta interna tra i fratelli Gamō Takasato (蒲生 高郷?) e Gamō Hidenori (蒲生 秀紀?), che spinse Rokkaku Sadayori ad intervenire e costrinse Hidenori ad abbandonare il suo castello. Il clan Gamō si unì a Oda Nobunaga nel 1568 e divennero importanti e potenti al servizio del clan Oda e, più tardi, di Toyotomi Hideyoshi: i Gamō sopravvissero all'inizio del periodo Edo ma si estinsero con la morte di Gamō Tadatomo nel 1634.

## Membri importanti del clan
- Gamō Hidenori  (蒲生 秀紀?, morto 1525)
- Gamō Sadahide (蒲生 定秀?, 1509 - 1579)
- Gamō Katahide (蒲生 賢秀?, 1534 – 1584)
- Gamō Ujisato (蒲生 氏郷?, 1556 – 1595)
- Gamō Hideyuki (蒲生 秀行?, 1583 - 1612)
- Gamō Bitchū (蒲生 備中?, morto 1600) noto anche come Gamō Yorisato (蒲生 頼郷?), fu un samurai del clan Gamō durante la fine del periodo Sengoku. Esistono pochissimi dettagli su Gamo Bitchū e gli storici non sono sicuri se fosse stato chiamato Yorisato o Satoie. Gamō Bitchū combatté nella battaglia di Sekigahara guidando 1.000 samurai nella coalizione occidentale alleato alle forze perdenti di Ishida Mitsunari. Morì sul campo di battaglia assieme alla maggior parte dei suoi uomini scontrandosi con Oda Nagamasu.
- Gamō Tadasato (蒲生 忠郷?, 1602 - 1627) Figlio ed erede di Hideyuki. Succedette al padre dopo la sua morte. Aveva un'importante linea sanguigna, i nonni infatti furono Oda Nobunaga e Tokugawa Ieyasu, ma morì in giovane età e senza eredi.
- Gamō Tadatomo (蒲生 忠知?, 1604 - 1634) Secondo figlio di Hideyuki. Quando il clan fu privato dei loro feudi dopo la morte Tadasato, lo shogunato Tokugawa gli restituì il feudo di Matsuyama (240.000 koku). Morì anche lui giovane e senza eredi e il clan si dissolse definitivamente.